# Prinz Eitel Friedrich (Schiff, 1902)
Die Prinz Eitel Friedrich (1901) wurde 1901/1902 von der Reiherstiegwerft für die Südamerika-Dienste der Hamburg-Amerikanischen Packetfahrt-Actien-Gesellschaft (Hapag), Hamburg, gebaut. Sie war nach Eitel Friedrich von Preußen benannt.
Die Geschichte dieses Schiffes und ihrer Schwestern wird zuweilen mit den Lebensläufen der gleichnamigen Schiffe des Norddeutschen Lloyd, des Reichspostdampfer und Hilfskreuzers Prinz Eitel Friedrich und den Postdampfern der Austral-Japan-Linie Prinz Waldemar und Prinz Sigismund vermischt.
Die Prinz Eitel Friedrich diente ab 1906 im Atlas-Dienst der Hapag ab New York nach Mittelamerika. Sie wurde von den USA 1917 in New York beschlagnahmt und unter dem Namen Otsego bis 1919 als Transporter eingesetzt. Von 1924 bis 1942 diente das Schiff als Mutterschiff und Transporter für den Lachsfang vor Alaska. Nach erneutem Einsatz als Transporter im Zweiten Weltkrieg, wurde die Otsego Anfang 1945 an die verbündete Sowjetunion abgegeben, wo sie bis 1955 unter den Namen Ural und Dolinsk im Einsatz blieb.

## Einsatz bei der Hapag

### Jungfernfahrt
Die Prinz Eitel Friedrich startete im April 1902 ihre Jungfernfahrt in Wilhelmshaven mit einem Ablösungstransport der kaiserlichen Marine zur damals noch dänischen Karibikinsel Saint Thomas. Am 24. Juni 1902 erfolgte dann die erste Fahrt auf ihrer künftigen Einsatzstrecke von Hamburg nach Rio de Janeiro. Sie wurde in diesem Dienst zusammen mit ihren Schwesterschiffen Prinz Waldemar (ab September 1902) und Prinz Sigismund (ab Juli 1903) eingesetzt.

### Im Dienst auf den Atlas-Linien ab New York
1901 hatte die Hapag die englische Atlas Line aus Liverpool angekauft, die die beiden ältesten Fahrtziele der Hapag, New York und Westindien, verband. Der „Atlas-Dienst“ hatte eine Wochenlinie von New York nach Jamaika, Kolumbien, Costa Rica und Port au Prince (Haiti), außerdem noch Nebenlinien nach haitianischen Häfen und Mittelamerika. 1905/1906 entwickelte sich, auch wegen des Baubeginns des Panamakanals, ein verstärkter Konkurrenzkampf mit anderen Linien. Dies veranlasste die Hapag unter anderem dazu, die drei Prinzendampfer vom Brasiliendienst abzuziehen.
Die Prinz Eitel Friedrich traf am 26. April 1906 auf ihrer Überführungsfahrt mit 572 Zwischendeckspassagieren von Hamburg in New York ein.

Im Atlas-Dienst befand sich als erster Prinzendampfer  schon ab dem 10. Februar 1906 die in Flensburg gebaute, vom Mexikodienst abgezogene Prinz August Wilhelm, der ihr Schwesterschiff Prinz Joachim folgte.
Ab Mai bediente die Prinz Eitel Friedrich dann auch den Atlas-Dienst nach Jamaika, Costa Rica und Kolumbien, wo eine Rundreise etwa 23 Tage dauerte. Ihre Schwesterschiffe Prinz Waldemar und Prinz Sigismund (ab Januar 1907) folgten auch in diesen Einsatz.
1910 kam zum Hauptlinien-Einsatz noch die Bedienung einer neuen 14-täglichen Kubalinie hinzu. 1913 bediente sie mit dem Schwesterschiff Prinz Sigismund die Linie B des Atlas-Dientes, die vierzehntäglich von New York über Fortune Island, Santiago de Cuba, Kingston, Colon, Bocas del Toro, Port Limon nach Pearl Lagoon lief und über Port Limon, Colon, Kingston, Santiago de Cuba, Fortune Island nach New York zurückkehrte.
Im Januar 1914 nahm sie den bisherigen Präsidenten Haitis, Michel Oreste, der auf dem deutschen Schulkreuzer Vineta Asyl gesucht hatte, an Bord und brachte ihn nach Kolumbien ins Exil. Bei Kriegsbeginn befand sich die Prinz Eitel Friedrich in New York und wurde aufgelegt.

## SchwesterschiffPrinz Waldemar
Die fast identische Prinz Waldemar (4.658 BRT) lief am 7. Mai 1902 bei der Reiherstieg-Werft (BauNr. 409) vom Stapel und wurde am 23. August 1902 an die Hapag abgeliefert. Am 10. September startete sie zu ihrer Jungfernfahrt nach Brasilien. 1906 wechselte sie auch auf den Atlas-Dienst von New York nach Mittelamerika.
Am 14. Januar 1907 lief die Prinz Waldemar bei Plum Point vor Kingston (Jamaika) auf. Durch ein Seebeben war der Leuchtturm ausgefallen. Besatzung und Passagiere konnten alle gerettet werden. Das Schiff war ein Totalverlust.

## SchwesterschiffPrinz Sigismund
Die Prinz Sigismund (4.689 BRT) lief am 28. September 1902 bei der AG Neptun (BauNr. 207), Rostock, vom Stapel. Im Februar geriet das Schiff auf der Werft in Brand und konnte daher erst am 6. Juli 1903 an die Hapag abgeliefert werden. Auch sie machte ihre Jungfernfahrt sofort nach Brasilien.
Im Januar 1907 wechselte sie auch auf den Atlas-Dienst von New York nach Mittelamerika. Am 24. August 1910 eröffnete die Prinz Sigismund eine neue 14-täglichen Kubalinie. 1913 war sie zusammen mit der Prinz Eitel Friedrich der Hapag auf der sogenannten Linie D der Atlas-Linie zwischen New York und Cartagena (Kolumbien) im Einsatz.
Am 3. August 1914 befand sich das Schiff in Colon, wo es für die Kriegsdauer aufgelegt wurde.

## Amerikanischer Dienst derPrinz Eitel Friedrichund derPrinz Sigismund
1917 wurde die Prinz Eitel Friedrich beschlagnahmt und kam umbenannt in Otsego als Transporter in Fahrt.
Auch die Prinz Sigismund wurde in Colon von US-Behörden beschlagnahmt, in General W.C. Gorgas umbenannt und von der Panama Railroad eingesetzt.
Von Januar bis Juli 1919 waren beide Schwesterschiffe im Dienst der US Navy als Transporter über den Atlantik. Der Verkauf der beschlagnahmten deutschen Schiffe war trotz niedriger Preise in den USA schwierig, da die Beschaffung von Ersatzteilen für die nach metrischen Maßen gebauten Schiffe sich oft als schwierig erwies. Otsego erhielt daher 1921 neue Kessel amerikanischer Fertigung.
1924 kaufte die Firma Libby, McNeill & Libby, einer der ältesten Hersteller von Fleischkonserven, die ehemalige Prinz Eitel Friedrich. Die Seattle Division der Firma verarbeitete Lachs und unterhielt dazu eine kleine Flotte alter Segler, die im Frühjahr mit Versorgungsgüter, Verpackungsmaterial und Konservenarbeitern zu den Konservenfabriken in Alaska oder auf den Aleuten fuhren und erst im Herbst mit den Arbeitern und dem Fisch in Konservendosen zurückkehrten.
Am 6. April 1924 traf die von arbeitslosem Personal der Gesellschaft aus New York über Baltimore, Newport News, den Panamakanal und Los Angeles und San Francisco überführte Otsego (ehemals Prinz Eitel Friedrich) in Seattle ein. Dort wurde sie in der Werkstatt der Gesellschaft für den Einsatz hergerichtet, so erhielt sie 219 Betten in Kabinen und 214 Plätze in Schlafsälen und sollte mit 63 Mann Besatzung gefahren werden.
Am 1. Mai startete sie zu ihrer ersten Reise nach Bristol Bay. Während der Saison lag das Schiff mit einer Wachmannschaft etwa 50 Meilen von der Konservenfabrik in See. Am 20. August 1926 kehrte sie von der „Fangsaison“ nach Seattle zurück, machte dann aber noch 2 Reisen, um Arbeiter und Konserven von anderen Plätzen abzuholen. Bis zum August 1941 machte die Otsego 42 derartige Fahrten zu den verschiedenen Fabriken der Gesellschaft.
Sie bewährte sich, so dass die Gesellschaft 1926 auch das Schwesterschiff General W.C. Gorgas ex Prinz Sigismund kaufte und bis 1941 einsetzte. 1941 wurden beide Schiffe an die US-Armee abgegeben, um Truppentransporte von den USA nach Alaska und dort durchzuführen. Dazu wurden sie auch nochmals überholt und konnten etwa 800 Mann transportieren.
1945 wurden beide Schiffe noch auf lend-lease Basis an die Russischen Verbündeten nach Wladiwostok abgegeben.

## Endschicksal
Die Russen waren von den alten, Kohle verbrennenden Dampfern durchaus angetan. Aus der Otsego wurde Ural, 1947 dann Dolinsk und 1955 erfolgte der Abbruch. General W.C. Gorgas wurde in Mikhail Lomonosov umbenannt und erst 1958 abgebrochen.